# San Isidro (Cochabamba)
San Isidro is een plaats in het departement Cochabamba, Bolivia. De plaats ligt in de gemeente Morochata, gelegen in de provincie Ayopaya. 
In de gemeente Morochata spreekt 96,6 procent van de bevolking Quechua.

## Bevolking
| Jaar | Populatie |
| ---- | --------- |
| 1992 | -         |
| 2001 | 637       |
| 2012 | 577       |